# Федорович, Юзеф
Ю́зеф Федоро́вич (пол. Józef Fedorowicz; 27 ноября 1893, Липово, Минская губерния, Российская империя — 17 ноября 1963, Закопане, ПНР) — польский учёный-метеоролог, многолетний заведующий метеостанцией в Закопане, художник.

## Биография
Во время Первой мировой войны жил на территории России. Три года изучал метеорологию в университете Уфы под руководством профессора Мичиева, по окончании которого занялся организацией метеорологической сети на Урале. Посещал Театральную студию в Уфе.
После обретения независимости Польшей, в 1921 году переехал в Варшаву. В апреле 1922 года занял должность начальника метеорологической станции в Закопане.
Одним из первых начал проводить измерения солнечной и ультрафиолетовой радиации в Татрах и Подгалье (Польша). Организовал сбор информации об атмосферных осадках, высоте снежного покрова и температуре в Татрах. С 1924 года эти сообщения ежедневно публиковались в специальных метеорологических изданиях.
Во время Второй мировой войны оставался на должности, продолжая вести наблюдения, обеспечивая их преемственность. Его заслугой было спасение ценного метеорологического оборудования от разграбления оккупантами. После окончания войны продолжил свою работу. Оставался на своем посту до конца своей жизни.

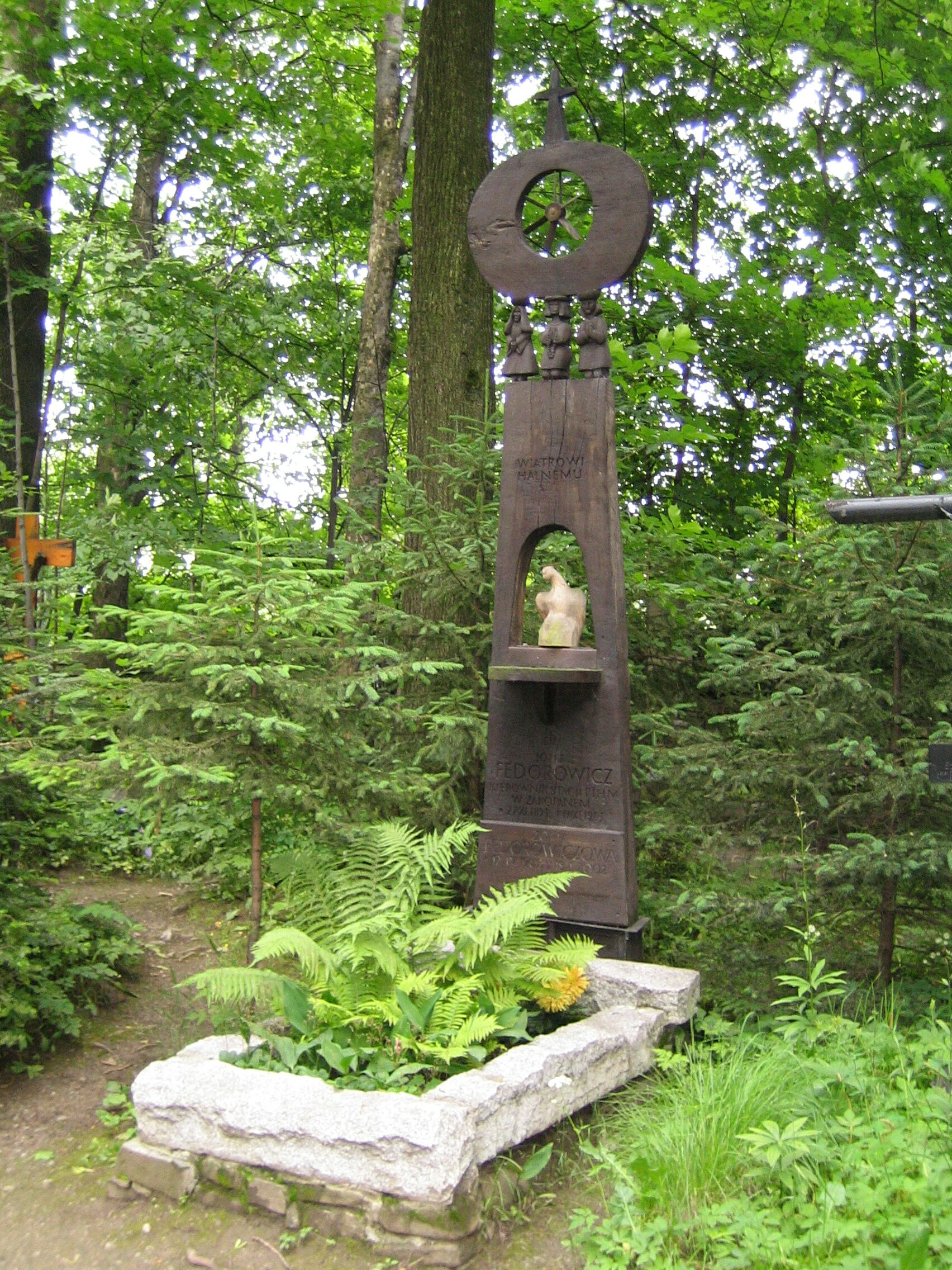
Могила Ю. Федоро́вича на Кладбище заслуженных (Закопане)

## Память
22 сентября 2003 года имя Ю́зефа Федоро́вича было присвоено Гидрологической и метеорологической станциям в Закопане.
Похоронен на Кладбище заслуженных (Закопане).